# 隅田稲荷神社
隅田稲荷神社（すみだいなりじんじゃ）は東京都墨田区の神社。

## 概要
天文年間（1532年～1555年）に創建された。この地の開拓者である江川善左衛門雅門が、伏見稲荷大社から分霊を勧請し創建したものである。
開拓者の名前をとって、この村は「善左衛門村」と呼ばれ、当社は村の鎮守となっていた。元々は別の場所にあったが、大正期の荒川放水路の開削により、現在地に移転した。

## 交通アクセス
- 鐘ヶ淵駅東口より徒歩8分（経路案内）。

## 関連文献
- 「善左衛門村 稲荷社二宇」『新編武蔵風土記稿』 巻ノ21葛飾郡ノ2、内務省地理局、1884年6月。NDLJP:763978/69。